# 渔夫和金鱼的故事
《渔夫和金鱼的故事》（Сказка о рыбаке и рыбке）是俄国诗人普希金在1833年创作的童话诗，流传很广，其内容改写自格林童话的《渔夫和他的妻子》，讲述的是关于贪婪、善良、仁慈的故事。
需要指出的是，该故事所说的“金鱼”，是条金色的鱼，而并非作为一个鱼类品种的金鱼。
1950年，该故事被Mikhail Tsekhanovskiy拍成了同名动画片。